# Jerónimo García
Jerónimo García, más conocido como Jero García (Carabanchel, Madrid; 28 de julio de 1970) es un deportista, presentador y exboxeador profesional español.

## Biografía
Jero García es un deportista, presentador, conferenciante y exboxeador profesional español, campeón de España de boxeo, kick boxing y full contact. 
Es un entrenador con más de veinticinco años de experiencia y fue coach del formato televisivo Hermano Mayor. 
Formado en Mediación y con más de veinte años trabajando en la educación social y el coaching deportivo; es presidente de la fundación Jero García de ayuda a la integración a través del deporte y en lucha activa contra todo tipo de violencias y docente en la Universidad Francisco de Vitoria con un curso propio de Prevención de las Violencias. 
"El boxeo es vida, vive duro" es, además de su frase de cabecera, el título de su primer ensayo autobiográfico. Su primera novela, “Cola de Lagartija”, acaba de comenzar su segunda edición ante una gran acogida de la crítica y lectores. 

## Trayectoria Televisiva

### Cine
- 2005: A golpes.
- 2019: El crack cero.

### Series de televisión
| Año  | Serie               | Canal          | Personaje      | Notas        |
| ---- | ------------------- | -------------- | -------------- | ------------ |
| 2012 | Con el culo al aire | Antena 3       |                | 1 episodio   |
| 2012 | La que se avecina   | Telecinco      | Martillo Smith | 1 episodio   |
| 2012 | La fuga             | Telecinco      | Kovalski       | 10 episodios |
| 2013 | Cuéntame cómo pasó  | La 1           | Rubén          | 1 episodio   |
| 2018 | Gigantes            | Movistar Plus+ | Ildefonso      | 1 episodio   |
| 2018 | Más de 100 mentiras | Flooxer        | Nicolás        | 2 episodios  |
| 2022 | La última           | Disney+        | Álvarez        | 1 episodio   |
| 2022 | Bosé                | Paramount+     | Fernando       | 1 episodio   |

### Programas de televisión
- Hermano mayor (2015-2017) en Cuatro.

## Récord profesional Boxeo
| 11 Ganadas (5 KOs), 1 Derrotas |        |                      |                  |            |
| Res.                           | Récord | Oponente             | Tipo             | Fecha      |
| Derrota                        | 11-1   | Lorenzo Di Giacomo   | Decisión Unánime | 14-11-2003 |
| Victoria                       | 11-0   | Jozsef Balazs        | Decisión Unánime | 26-10-2002 |
| Victoria                       | 10-0   | Yarali Yaraliev      | Decisión Unánime | 08-06-2002 |
| Victoria                       | 9-0    | Anton Lascek         | KO Técnico       | 23-03-2002 |
| Victoria                       | 8-0    | Vladimir Zavgorodniy | Decisión Unánime | 09-02-2002 |
| Victoria                       | 7-0    | Stefan Stanko        | KO Técnico       | 28-07-2001 |
| Victoria                       | 6-0    | Norbert Miklos       | KO Técnico       | 01-12-2000 |
| Victoria                       | 5-0    | Anton Lascek         | Decisión Unánime | 27-10-2000 |
| Victoria                       | 4-0    | Vladas Cimkus        | KO               | 08-10-2000 |
| Victoria                       | 3-0    | Frantisek Borov      | KO Técnico       | 20-02-2000 |
| Victoria                       | 2-0    | Mamuka Khutuashvili  | Decisión Unánime | 12-11-1999 |
| Victoria                       | 1-0    | Frantisek Borov      | Decisión Unánime | 24-09-1999 |